# Euthotorax crinitus
Euthotorax crinitus är en skalbaggsart som först beskrevs av Thomas Casey 1893.  Euthotorax crinitus ingår i släktet Euthotorax och familjen kortvingar. Inga underarter finns listade i Catalogue of Life.